# Mandanici
Mandanici es una localidad italiana de la provincia de Mesina, región de Sicilia, con 655 habitantes.

Ubicación de la ciudad de Mandanici dentro de la provincia de Mesina.

## Evolución demográfica
| Gráfica de evolución demográfica de Mandanici entre 1861 y 2001 |
|                                                                 |
| Fuente ISTAT - Elaboración gráfica por parte de Wikipedia       |